# Nur die Liebe läßt uns leben
Nur die Liebe läßt uns leben (tradução para o português: "Só o amor nos deixa viver") foi a canção alemã no Festival Eurovisão da Canção 1972, interpretada em alemão por Mary Roos.
A canção foi a 1ª a ser apresentada na noite do Festival (a 2ª foi Betty Mars da França com "Comé Comédie"). No final da votação obteve 107 pontos, ficando em 3º lugar, entre 18 países participantes.
A canção é uma homenagem ao amor mesmo, com Roos explicando que serve (o amor) para trazer felicidade a todos e dar - lhes algo para viver.
A canção que a seguiu como representante alemã no festival de 73 foi "Junger Tag", interpretada  por Gitte.